# Поджо-Катіно
Поджо-Катіно (італ. Poggio Catino) — муніципалітет в Італії, у регіоні Лаціо, провінція Рієті.
Поджо-Катіно розташоване на відстані близько 50 км на північ від Рима, 18 км на південний захід від Рієті.
Населення — 1349 осіб (2014).
Щорічний фестиваль відбувається 31 грудня,16 серпня. Покровитель — San Silvestro Papa.

## Демографія
Населення за роками:

Станом на 1 січня 2023 року в муніципалітеті офіційно проживало 120 іноземців з 33 країн, серед них 48 громадян країн Євросоюзу та 5 громадян України.

## Сусідні муніципалітети
- Канталупо-ін-Сабіна
- Форано
- Монте-Сан-Джованні-ін-Сабіна
- Поджо-Міртето
- Роккантіка
- Салізано